# 臺灣西部
臺灣西部，或稱西臺灣、臺灣西部走廊，是指臺灣西半邊的地理區域，包括北臺灣（不含宜蘭縣）、中臺灣與南臺灣的非山地地帶，瀕臨臺灣海峽，與中國大陸及金馬地區隔海相望，佔臺灣本島總面積約二分之一，為臺灣經濟發展重心。此地帶包含臺灣五個都會區與二個次都會區，分別為臺北都會區、桃園中壢都會區、臺中彰化都會區、臺南都會區、高雄都會區、新竹次都會區與嘉義次都會區。九成以上的臺灣人口居於臺灣西部。

## 範圍與地形
台灣西部橫跨16個縣市，由北而南分別是：基隆市、臺北市、新北市、桃園市、新竹縣、新竹市、苗栗縣、臺中市、彰化縣、南投縣、雲林縣、嘉義縣、嘉義市、臺南市、高雄市及屏東縣。
地形由北到南依序為臺北盆地、林口台地、桃園台地、新竹平原、竹苗丘陵、大肚台地、臺中盆地、八卦台地、埔里盆地群、彰化平原、嘉南平原、屏東平原和恆春西台地 （页面存档备份，存于）所連接，東方倚靠著雪山山脈、中央山脈、阿里山山脈、玉山山脈。

## 主要城市
- 直轄市：
  - 人口400萬以上
    - 新北市

  - 人口200萬以上
    - 臺中市
    - 高雄市
    - 臺北市
    - 桃園市

  - 人口180萬以上
    - 臺南市
- 省轄市：基隆市、新竹市、嘉義市
- 縣轄市：
  - 新竹縣：竹北市
  - 苗栗縣：頭份市、苗栗市
  - 彰化縣：彰化市、員林市
  - 南投縣：南投市
  - 雲林縣：斗六市
  - 嘉義縣：朴子市、太保市
  - 屏東縣：屏東市

## 象徵、地標與指標景點
- 大臺北地區：基隆港、東北角海岸風景區、淡水、八里十三行、九份、烏來、三峽老街、碧潭、台北101、新光摩天大樓、北投溫泉、陽明山國家公園、關渡自然公園、西門町、總統府、士林官邸、國立故宮博物院、京華城、圓山大飯店、中正紀念堂、國父紀念館、華山藝文特區、松山文創園區、台北小巨蛋、台北大巨蛋、大安森林公園、二二八和平公園、大湖公園、龍山寺、保安宮、行天宮、霞海城隍廟、大直摩天輪、紅毛城、台北轉運站、士林夜市、饒河夜市、永康街、信義商圈、東區商圈、站前商圈、南西商圈、公館商圈、新板商圈、台北市立美術館、台北市立動物園、台北植物園、天母棒球場、花博公園、大台北都會公園、白沙灣、淺水灣、國立台灣博物館、國立歷史博物館、國立台灣大學、貓空纜車、台北松山機場、台北捷運
- 桃竹苗地區：石門水庫、小人國、大溪老街、慈湖、桃園國際機場、桃園機場捷運、桃園國際棒球場、桃園市忠烈祠（原桃園神社）、桃園展演中心、中壢馬祖新村、龍潭大池、龍潭聖蹟亭、拉拉山、小烏來瀑布、角板山、竹圍漁港、白沙岬燈塔、新竹科學工業園區、新竹車站、迎曦竹塹城、新竹都城隍廟、十八尖山森林公園、新竹市立玻璃工藝博物館、國立交通大學、國立清華大學、內灣、六福村、司馬庫斯、雪霸國家公園、獅頭山風景區、魚籐坪斷橋、勝興車站
- 中彰投地區：梨山風景區、大甲鎮瀾宮、東豐自行車綠廊、潭雅神自行車道、后里馬場、霧峰林家宅園、八卦山、鹿港天后宮、日月潭、九族文化村、中興新村、溪頭、杉林溪、武陵農場、清境農場、台中車站、台中市役所、台中公園、一中商圈、逢甲夜市、廟東夜市、路思義教堂、台中中興堂、國立台灣美術館、亞洲現代美術館、台中國家歌劇院、經國綠園道、台中都會公園、大坑風景區、台中洲際棒球場、國立公共資訊圖書館、國立自然科學博物館、中港轉運站、秋紅谷廣場、高美濕地、草悟道、東海藝術街、宮原眼科、台中國際機場、梧棲漁港、谷關溫泉、新社花海、麗寶樂園、德基水庫、台中市政府、文心森林公園、台中港、台中產業園區
- 雲嘉南地區：北港朝天宮、古坑、阿里山、嘉義公園、中央噴水池、北門驛、國立故宮博物院南部院區、北回歸線太陽館、玉山國家公園、曾文水庫、烏山頭風景區、台南公園、億載金城、赤崁樓、安平古堡、祀典武廟、五妃廟、大天后宮、臺南北極殿、開元寺、四草砲臺、臺南三山國王廟、開基天后宮、臺灣府城隍廟、臺灣臺南地方法院、兌悅門、南鯤鯓代天府、臺南車站、原台南測候所、原臺南水道、原臺南公會堂、原臺南愛國婦人會館、原林百貨店、台南都會公園、國家臺灣文學館、國立臺灣歷史博物館、台江國家公園、南紡夢時代購物中心、巴克禮紀念公園
- 高屏地區：高雄燈塔、高雄港、旗後礮臺、旗津海岸風景區、西子灣、打狗英國領事館及官邸、哈瑪星代天宮、高雄武德殿、壽山情人觀景台、壽山動物園、鹽一市場、金馬賓館當代美術館、高雄市音樂館、高雄市立歷史博物館、高雄市二二八和平公園、愛河、高雄市電影館、舊打狗驛故事館、棧貳庫KW2大港倉410、大港橋、駁二藝術特區、高雄流行音樂中心、玫瑰聖母聖殿主教座堂、高雄港旅運中心、高雄展覽館、高雄85大樓、高雄市立圖書館總館、SKM Park Outlets 高雄草衙、前鎮漁港、高雄國際機場、紅毛港文化園區、台塑王氏昆仲公園、三多商圈、新堀江、中央公園、高雄文學館、光之穹頂、六合夜市、逍遙園、高雄市文化中心、高雄車站、三鳳中街、中都唐榮磚窯廠、國立科學工藝博物館、愛河之心、高雄市客家文物館、高雄巨蛋、瑞豐夜市、高雄市立美術館、果貿社區、蓮池潭、見城館、鳳山縣舊城、高雄世運主場館、澄清湖、高雄圓山大飯店、澄清湖棒球場、衛武營國家藝術文化中心、鳳山龍山寺、原日本海軍鳳山無線電信所、大東文化藝術中心、高雄都會公園、蚵仔寮漁港、橋頭糖廠、興達港、航空教育展示館、高雄市皮影戲館、崗山之眼、阿公店水庫、大崗山自然生態園區、觀音山風景區、義大世界、佛光山、旗山老街、旗山武德殿、竹仔門電廠、勝利星村創意生活園區、萬金聖母聖殿、茂林國家風景區、國立海洋生物博物館、墾丁國家公園

## 建設與交通
- 主要航站：台灣桃園國際機場、台北松山機場、台中清泉崗機場、臺南機場、高雄國際機場
- 主要港埠：基隆港、台北港、台中港、安平港、高雄港
- 主要道路：國道1號、國道2號、國道3號、國道4號、國道5號、國道6號、國道8號、國道10號、台61線、台62線、台64線、台65線、台66線、台68線、台72線、台74線、台76線、台78線、台82線、台84線、台86線、台88線、台1線、台3線、台18線、台63線
- 鐵路：台鐵縱貫線與屏東線、台灣高鐵、台北捷運、新北捷運、桃園捷運、台中捷運、高雄捷運
- 主要科學園區：內湖科技園區、南港軟體工業園區、新北產業園區、華亞科技園區、新竹科學工業園區、中部科學工業園區、南部科學工業園區、高雄軟體園區
- 主要發電廠[1]：核一廠、核二廠、核三廠、協和發電廠、林口發電廠、桂山發電廠、大潭發電廠、通霄發電廠、台中發電廠、大甲溪發電廠、明潭發電廠、萬大發電廠、大觀發電廠、高屏發電廠、曾文發電廠、興達發電廠、大林發電廠

## 文化與信仰
絕大部分的臺灣人信奉儒教、佛教、道教、臺灣民間信仰或無宗教信仰，少部分臺灣人信奉一貫道、基督新教、天主教、伊斯蘭教等。

## 近代的發展
1970年代規劃並興建的中山高速公路及2004年全線通車的福爾摩沙高速公路貫通臺灣西部。2007年通車的台灣高鐵從臺北南港連接至高雄左營，貫通臺灣西部。